# Fujimi-nichōme kōkyō gakudan
Fujimi-nichōme kōkyō gakudan (富士見二丁目交響楽団? lett. "L'orchestra sinfonica del distretto di Fujimi") è una serie di light novel yaoi scritte da Ko Akizuki e in seguito trasposta anche in manga e un OAV nel 1998. La serie è stata inoltre tradotta in vari CD drama con accompagnamento musicale.
L'OAV narra solo una breve parte del romanzo, quella in cui Kei e Yuuki s'incontrano per la prima volta, ed è raccontato dalla prospettiva di Yuuki, il quale spiega la situazione e gli avvenimenti accaduti a posteriori.
Nel 2012 ne è stata prodotta una trasposizione cinematografica diretta da Satoshi Kaneda.

## Trama
La storia narra di Kei Tonoin, un precoce genio musicale che ha studiato per divenir direttore d'orchestra: s'innamorerà però a prima vista d'uno dei suoi insegnanti di musica, Yuuki Morimura, un tipo estremamente timido e riservato. Egli fa parte inoltre come primo violino d'una piccola orchestrina di dilettanti e appassionati che si riunisce per tre volte alla settimana presso il Fujimi Civic Center; Yuuki è innamorato a sua volta di Natsuko Kawashima, una bella ragazza che fa la flautista. Lei a sua volta s'innamora di Kei non appena questi si unisce al gruppo come nuovo direttore, col fine esplicito di avvicinarsi a Yuuki.
Tutta la narrazione è incentrata principalmente sul sentimento romantico di Kei nei confronti di Yuuki, ma segue anche la vita personale dei due e le loro carriere musicali. Dopo che Yuuki dice di voler abbandonare l'orchestra a causa delle ripetute avances di Kei, lui gli ruba il violino e lo nasconde a casa sua, poi attira l'amico con una scusa e lo seduce col ricatto.
Kei confesserà in seguito il suo amore, avvisando l'amico che Natsuko non lo potrà mai amare né tantomeno farlo felice, ch'ella è in realtà innamorata di lui. Questa notizia porta Yuuki alla disperazione, e mentre sta fuggendo dal palazzo cade dalla rampa delle scale fratturandosi una gamba. Kei, desolato e preoccupato per Yuuki, cerca di stargli vicino per assisterlo. Alla fine, ripresosi, deciderà di rimaner nonostante tutto alla Fujimi Orchestra.
Il finale lascia ben sperare sul futuro della relazione tra i due giovani: Kei alla fin fine è riuscito a conquistar il cuore e le attenzioni di Yuuki.

### Personaggi
- Yuuki Morimura:

24 anni, proviene da una famiglia contadina che possiede una fattoria fuori città, ha 3 sorelle. Con una faccia molto bambinesca ed il carattere un po' originale (amabile e di temperamento molto sottomesso) rispetto ai coetanei, viene presto creduto gay dai genitori dei suoi alunni; a causa di ciò sarà costretto a dimettersi dall'insegnamento. 
- Kei Tonoin:

23 anni, figlio di un direttore di banca, di carattere molto tenace ed ostinato, ha scelto di vivere fuori di casa per cercar di raggiunger l'autonomia economica solo con le proprie forze. Ha uno sguardo bellissimo, molto seducente e presuntuoso e perfettamente cosciente delle sue notevolissime abilità. 
- Fondatore della Fujimi Orchestra, suona il contrabbasso. Un signore distinto molto rispettato e temuto.
- Igarashi:

21 anni, studente di musica all'università, ha Yuuki come senpai.
- Natsuko Kawashima:

21 anni, lavora in banca ma nel tempo libero partecipa alle audizioni della Fujimi Orchestra, ha un fascino ed una bellezza decisamente interessanti. Il suo amore nei confronti di Kei non riuscirà a sbloccarsi. 
- Maestro di pianoforte
- ragazzino quattordicenne che vive per strada. È stato abbandonato alla nascita e non ha mai conosciuto i suoi veri genitori (anche se la madre sembra esser una prostituita); non è neppure mai andato a scuola, ma ha uno spiccato talento musicale del tutto naturale. Imparerà a suonare il corno francese.

## Volumi
Questa lista è suscettibile di variazioni e potrebbe essere incompleta o non aggiornata.

### Prima parte
La storia si svolge in una piccola cittadina di provincia, i cui abitanti son tutti dei gran appassionati di musica classica, interesse questo che ha portato alla creazione d'una piccola orchestra civica composta da dilettanti talentuosi. L'intreccio si snoda all'interno di quest'ambiente, quando viene chiamato a condurre il geniale Kei, il quale incrocerà nel suo cammino il primo violino Yuuki.
| Nº | Giapponese 「Kanji」 - Rōmaji                         | Data di prima pubblicazione           | Data di prima pubblicazione |
| Nº | Giapponese 「Kanji」 - Rōmaji                         | Giapponese                            |                             |
| 1  | 「寒冷前線コンダクター」 - Kanreizensen kondakutā     | 31 marzo 1994 ISBN 978-4-04-434601-0  |                             |
| 2  | 「さまよえるバイオリニスト」 - Samayoeru baiorinisuto | 29 luglio 1994 ISBN 978-4-04-434602-7 |                             |
| 3  | 「マンハッタン・ソナタ」 - Manhattan sonata           | 27 gennaio 1995 ISBN 4-04-434603-8    |                             |
| 4  | 「リサイタル狂騒曲」 - Risaitaru kyōsō kyoku          | 27 aprile 1995 ISBN 4-04-434604-6     |                             |

### Seconda parte
Yuuki lavora come professore associato in un liceo e, a causa del suo carattere introverso e "misterioso" vien ben presto additato come omosessuale dal consiglio dei genitori. Per far tacere tali chiacchiere infondate viene costretto a dimettersi e cercarsi un nuovo lavoro. Viene assunto in una scuola privata rivolta a precoci talenti musicali ma, a causa di varie circostanze, dovrà ben presto abbandonar anche quell'impiego.
| Nº | Giapponese 「Kanji」 - Rōmaji                                     | Data di prima pubblicazione          | Data di prima pubblicazione |
| Nº | Giapponese 「Kanji」 - Rōmaji                                     | Giapponese                           |                             |
| 5  | 「未完成行進曲」 - Mi kansei kōshinkyoku                          | 25 gennaio 1996 ISBN 4-04-434608-9   |                             |
| 6  | 「アクシデント・イン・ブルー」 - Akushidento in burū              | 23 aprile 1996 ISBN 4-04-434609-7    |                             |
| 7  | 「ファンキー・モンキー・ギャングS」 - Fankī monkī gyangu S        | 25 settembre 1996 ISBN 4-04-434611-9 |                             |
| 8  | 「金のバイオリン・木のバイオリン」 - Kin no baiorin ki no baiorin | 26 novembre 1996 ISBN 4-04-434612-7  |                             |
| 9  | 「サンセット・サンライズ」 - Sansetto sanraizu                    | 27 febbraio 1997 ISBN 4-04-434613-5  |                             |
| 10 | 「アレグロ・アジタート」 - Areguro ajitāto                        | 27 giugno 1997 ISBN 4-04-434615-1    |                             |
| 11 | 「運命はかく扉をたた」 - Unmei wa kaku tobira o tata              | 26 febbraio 1998 ISBN 4-04-434618-6  |                             |

### Terza parte
Al fine di diventar un musicista d'eccelsa qualità Kei si fa prendere come allievo privato da Yuuki, di cui conosce già molto bene le doti e qualità tecniche violinistiche: il ragazzo aspira però a diventare un famoso direttore d'orchestra. Per merito di questa collaborazione Yuuki inizia a vincere dei premi importanti e, a seguito di ciò, Kei riesce a convincerlo ad iniziare una convivenza.
| Nº | Giapponese 「Kanji」 - Rōmaji                                                   | Data di prima pubblicazione         | Data di prima pubblicazione |
| Nº | Giapponese 「Kanji」 - Rōmaji                                                   | Giapponese                          |                             |
| 12 | 「シンデレラ・ウォーズ」 - Shinderera wōzu                                      | 29 ottobre 1998 ISBN 4-04-434621-6  |                             |
| 13 | 「〈外伝〉桐院小夜子さまのキモチ」 - Gaiden - Kiri in sayoko sama no kimochi    | 25 dicembre 1998 ISBN 4-04-434623-2 |                             |
| 14 | 「リクエスト」 - Rikuesuto                                                      | 26 marzo 1999 ISBN 4-04-434624-0    |                             |
| 15 | 「退団勧告」 - Taidan kankoku                                                   | 29 luglio 1999 ISBN 4-04-434625-9   |                             |
| 16 | 「ボン・ボワイヤージュの横断幕のもとに」 - Bon bowaiyāju no ōdanmaku no moto ni | 30 novembre 1999 ISBN 4-04-434628-3 |                             |

### Quarta parte
A Yuuki viene proposta una borsa di studio biennale per andar a studiar e specializzarsi in Italia. Anche Kei si ritrova spesso in viaggio per lavoro in Europa; il rapporto tra i due continua a distanza.
| Nº | Giapponese 「Kanji」 - Rōmaji                     | Data di prima pubblicazione         | Data di prima pubblicazione |
| Nº | Giapponese 「Kanji」 - Rōmaji                     | Giapponese                          |                             |
| 17 | 「マエストロエミリオ」 - Maesutoro emirio         | 28 luglio 2000 ISBN 4-04-434631-3   |                             |
| 18 | 「アポロンの懊悩」 - Aporon no ōnō                | 30 novembre 2000 ISBN 4-04-434634-8 |                             |
| 19 | 「バッコスの民」 - Bakkosu no min                 | 29 giugno 2001 ISBN 4-04-434635-6   |                             |
| 20 | 「〈外伝〉その青き男」 - Gaiden - Sono aoki otoko | 30 novembre 2001 ISBN 4-04-434636-4 |                             |
| 21 | 「ブザンソンにて」 - Buzanson nite                | 30 novembre 2002 ISBN 4-04-434639-9 |                             |

### Quinta parte
Al termine del suo soggiorno all'estero Yuuki torna in Giappone, dove riesce ad ottenere la cattedra di musica all'università. Nel tempo libero continua a partecipare agli incontri della Fujimi Orchestra dove Kei sta acquisendo una notevole capacità e bravura di conduzione. Il loro rapporto sentimentale procede volgendosi al meglio.
| Nº | Giapponese 「Kanji」 - Rōmaji                                                                              | Data di prima pubblicazione         | Data di prima pubblicazione |
| Nº | Giapponese 「Kanji」 - Rōmaji                                                                              | Giapponese                          |                             |
| 22 | 「ミューズの寵児」 - Myūzu no chōji                                                                        | 28 giugno 2003 ISBN 4-04-434640-2   |                             |
| 23 | 「闘うバイオリニストのための奇想曲(カプリチオ)」 - Tatakau baiorinisuto no tame no kisō kyoku (kapurichio) | 29 novembre 2003 ISBN 4-04-434641-0 |                             |
| 24 | 「その男、指揮者につき…」 - Sono otoko, shiki sha nitsuki…                                                 | 30 giugno 2004 ISBN 4-04-434642-9   |                             |

## Colonna sonora
La quasi totalità della colonna sonora è composta da brani di musica classica europea; comprende un certo numero di compositori celebri tra cui Wagner, Mozart, Bach, Beethoven, Vivaldi, Brahms, Ravel e Mendelssohn.

## Cast live action
- Shota Takahashi - Yuki Morimura
- Yusuke Arai - Kei
- Akihiro Hayashi - Igarashi
- Sayuki Iwata - Natsuko
- Ryoma Baba - il poliziotto
- Hoka Kinoshita
- Tomiyuki Kunihiro
- Ichirota Miyakawa